# 宮ノ越駅
宮ノ越駅（みやのこしえき）は、長野県木曽郡木曽町日義宮ノ越にある、東海旅客鉄道（JR東海）中央本線の駅である。

## 歴史
- 1910年（明治43年）11月25日：中央東線が藪原駅から延伸した際の終着駅として開業[1][2][3][4]。旅客および貨物の取扱を開始[4]。
- 1911年（明治44年）5月1日：当駅から中央西線（当時）木曽福島駅まで路線延伸し途中駅となる[2][5]。これに伴い中央東線と中央西線が繋がったため、新規開業区間を含めた両線を中央本線に改称[2]。当駅も中央本線所属となる。
- 1948年（昭和23年）：ホームに待合室が設置される[6]。
- 1972年（昭和47年）11月30日：貨物の取扱を廃止[4]。
- 1984年（昭和59年）2月1日：荷物扱い廃止[4]。
- 1985年（昭和60年）3月22日：駅員無配置駅となる[7]。
- 1987年（昭和62年）4月1日：国鉄分割民営化によりJR東海の駅となる[8]。

## 駅構造

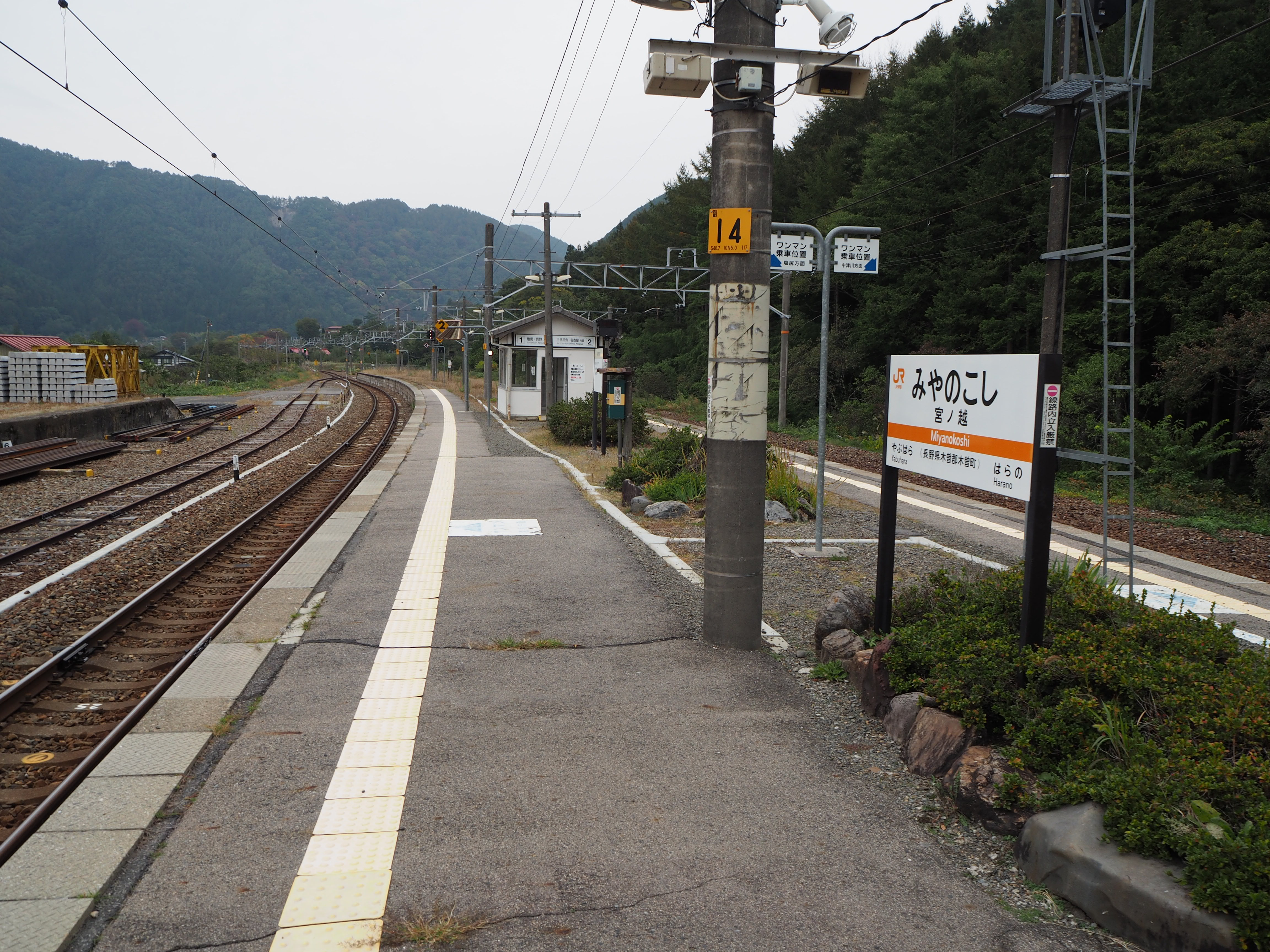
ホーム（2015年10月）

島式ホーム1面2線を有する地上駅。木造駅舎を有する。薮原方複線、原野方単線の交換可能駅でもある。ほかに、本屋側に材料線と上り線（通称：名古屋方向）の外側にホームなし待避線があったが、現在は廃止され信号機レール共撤去されている。木曽福島駅管理の無人駅である。駅舎からホームへの移動は、原野駅寄りに設置された跨線橋を利用する。

### のりば
| 番線 | 路線        | 方向 | 行先               |
| ---- | ----------- | ---- | ------------------ |
| 1    | CF 中央本線 | 下り | 塩尻・長野方面     |
| 2    | CF 中央本線 | 上り | 中津川・名古屋方面 |

## 利用状況
「長野県統計書」によると、1日平均の乗車人員は以下の通りである。
- 2007年度 - 58人[1]
- 2009年度 - 51人[1]
- 2010年度 - 54人[6]
- 2011年度 - 47人[10]
- 2012年度 - 43人[11]
- 2013年度 - 53人[12]
- 2014年度 - 41人[13]
- 2015年度 - 40人[14]
- 2016年度 - 40人[15]
- 2017年度 - 43人[16]
- 2018年度 - 46人[17]

## 駅周辺
中山道宮ノ越宿を中心としたエリアだが、当駅は宿場町の中心からやや北東に離れた位置にある。
- 宮越郵便局
- 義仲館[1]
- 国道19号
- 木曽川
- 中山道 宮ノ越宿[1]
- 木曽町役場 日義支所（旧・日義村役場）[1]

## 隣の駅
東海旅客鉄道（JR東海）
CF 中央本線
藪原駅 - 宮ノ越駅 - 原野駅